# Go To 캠페인

Go To 트래블 캠페인 접수를 개시한 H.I.S.

Go To 캠페인(일본어: Go To キャンペーン)은 2020년에 일어난 일본의 코로나19 범유행으로 인한 영향과 그 유행에 따른 비상 사태 선언으로 인하여 피폐된 경제를 부흥시키는 것을 목적으로 한 일본 거주자와 일본 내를 대상으로 하는 일본 정부에 의한 경제 정책이다. 2020년 4월 7일 정부가 사업 규모 108조엔에 달하는 "신종 코로나바이러스 감염 긴급 경제 대책'을 실행하기 위해 16조 8057억 엔에 이르는 2020년도 보정 예산안을 의결했다. 이 중 1조 6794억 엔을 여행 · 음식 · 이벤트 등 산업에 Go To Travel 캠페인에 충당하였다.
캠페인은 일본 내 여행 경비를 보조하는 국토교통성 (관광청) 소관의 Go To 트래블(Go To トラベル), 식사 수요를 늘리는 농림수산성 소관의 Go To Eat, 이벤트 등 티켓 요금을 보조하는 경제산업성 소관의 Go To 이벤트(Go To イベント), 상점가 진흥을 위한 Go To 상점가(Go To 商店街)로 구성된다.